# Rudolf Diels
Pour les articles homonymes, voir Diels.
Rudolf Diels, né le 16 décembre 1900 à Berghausen, mort le 18 novembre 1957  à Katzenelnbogen, est un homme politique allemand, protégé de Hermann Göring, qui a dirigé la Gestapo de 1933 à 1934.

## Biographie

### Études, carrière et ascension dans la police
Diels naît à Berghaus dans le Taunus, son père est fermier.  Il va au gymnasium de sciences humaines de Wiesbaden. Il est soldat à la fin de la Première Guerre mondiale et travaille dans le renseignement à Haguenau. à partir de 1919, suit des études de droit à Marbourg. Il y acquiert une réputation de buveur et de « coureur de jupons ». À cette époque, comme certains jeunes Allemands ou Autrichiens des classes supérieures souhaitant affirmer leur virilité, il pratique l'escrime au sabre affûté et son visage est alors marqué de cicatrices qui ne le défigurent pas mais lui donnent un aspect surprenant.
Il rejoint le ministère prussien de l’Intérieur en 1930. En 1932, il est promu conseiller dans la police politique prussienne — « section IA » — pour lutter à la fois contre les nazis et les communistes. Quand Hitler arrive au pouvoir, Diels est à la tête de la police politique prussienne à Berlin. Il est le principal interrogateur de  Marinus van der Lubbe, accusé d’avoir provoqué l’incendie du Reichstag du 27 février 1933.
Göring, lorsqu'il est nommé ministre-président de Prusse en 1933, est impressionné par le travail de Diels et par son récent engagement dans le parti nazi. Dès avril 1933, il le nomme à la tête de la nouvelle section de la police prussienne, chargée des crimes politiques, le « département 1A » rapidement renommé Gestapo : Geheime Staatspolizei ou police secrète d’État.

### Au milieu des jeux de pouvoirs
Diels attire rapidement l’attention des rivaux politiques de Göring : Himmler, le chef de la SS, et Heydrich, un de ses adjoints, ont pour objectif de progressivement prendre le contrôle de l’appareil policier allemand. Ainsi, Himmler révoque Diels le 1er avril 1934, et le remplace rapidement par Heydrich. En outre, Himmler et Heydrich inscrivent Diels sur la liste des personnes à assassiner lors de la nuit des Longs Couteaux du 30 juin 1934 : Diels n’échappe à la mort que grâce à l’intervention de Göring, son protecteur.
Diels occupe ensuite brièvement la fonction d'adjoint au président de la police de Berlin avant de devenir Regierungspräsident du gouvernement régional de Cologne.
Ses relations restent étroites avec Göring, dont il épouse une cousine. Ainsi, Göring lui évite la prison à plusieurs reprises, notamment en 1940 lorsque Diels refuse d’arrêter des Juifs, puis lors de la vague de répression qui suit l’attentat du 20 juillet 1944 contre Hitler. En outre, à cette occasion, il lui sauve une nouvelle fois la vie.

### Après-guerre
Lors du procès de Nuremberg, il présente un affidavit au ministère public. Il est aussi appelé à témoigner par l’avocat de la défense de Göring.
À partir de 1950, il travaille pour le gouvernement de Basse-Saxe, puis au ministère de l’Intérieur jusqu’à sa retraite, en 1953. Il meurt le 8 novembre 1957 lorsque son fusil se décharge accidentellement au cours d’une partie de chasse.
Les Mémoires de Diels, Lucifer Ante Portas: Von Severing bis Heydrich, sont publiées en 1950. Un ouvrage moins prudent est publié en 1954, après sa retraite : Der Fall Otto John (L'affaire Otto John).